# Slagordningen vid slaget vid Monongahela
Slagordningen vid slaget vid Monongahela visar de truppstyrkor som var engagerade i slaget vid Monongahela 9 juli 1755. 

## Brittiska kronans trupper
- Generalmajoren Edward Braddock (expeditionens chef)
  - Överstelöjtnanten George Washington, f.d. Virginiaregementet (adjutant)
  - Kaptenen Robert Orme, Coldstream Guards (adjutant)
  - Kaptenen Roger Morris, 48:e regementet (adjutant)
  - Kaptenen Francis Halket, 44:e regementet (brigadmajor)

- Överstelöjtnanten sir John St. Clair, 22:a regementet (överkvartermästare)
  - Löjtnanten Mathew Leslie, 44:e regementet (vice kvartermästare)
- Cristopher Gist, vägvisare

### Brittiska armén
- 44:e fotregementet, översten sir Peter Halket (chef); fänriken Daniel Disney (regementsadjutant)
- 48:e fotregementet, överstelöjtnanten Ralph Burtong (chef); löjtnanten John Gordon (regementsadjutant)
- 3:e avdelta New York-kompaniet
- 4:e avdelta New York-kompaniet
- 3:e avdelta South Carolina-kompaniet

### Board of Ordnance
- En avdelning från artilleriregementet

### Royal Navy
- En avdelning om 30 sjömän, löjtnanten Spindelow, R.N. (chef)

### Brittiska Indiandepartementet
- Kaptenen George Croghan (indiantolk)
- Kaptenen Andrew Montour (indiantolk)
- 8 indianspejare

### Provinstrupper

#### Provinsen Virginia
- Kapten Polsons timmermanskompani
- Kapten Mercers timmermanskompani
- Kapten Stephens jägarkompani
- Kapten Wageners jägarkompani
- Kapten La Péronies jägarkompani
- Kapten Hoggs jägarkompani
- Kapten Cockes jägarkompani
- Kapten Lewis jägarkompani
- Kapten Stewarts hästjägarkompani

#### Provinsen North Carolina
- Kapten Dobbs jägarkompani

## Franska kronans trupper
- Kaptenen Daniel-Hyacinthe-Marie Liénard de Beaujeu (chef)

### Marintrupper
- 108 officerare och soldater

### Kanadensisk milis
- 146 man

### Indianska förbundna
- Kanadas sju nationer
  - Huroner
  - Abenaki
- Indianska allierade från Stora sjöarna
  - Odawa
  - Lenni Lenape

Sammanlagt 640 krigare